# Нападение на турецкое посольство в Оттаве
Атака террористов на турецкое посольство в Оттаве произошла в городе Оттава (Канада) 12 марта 1985 года. Был совершён террористами армянской национальности против сотрудников турецкой дипломатической миссии.

## Атака
Нападение на посольство началось за несколько минут до 7 часов утра. Террористы в арендованном грузовике подъехали к воротам посольства. Они перелезли через ворота и открыли огонь по будке охранников, представлявшую собой защищённое от пуль помещение. В будке в это время находился 31-летний Клод Брюнель, студент Оттавского университета, работавший на частную охранную компанию Pinkerton’s. Когда началась атака, Брюнель передал сигнал чрезвычайной ситуации своему начальнику и вышел из будки, чтобы задержать террористов. Он успел выстрелить по ним 4 раза, и сам получил две пули в грудь, которые убили его на месте.
При помощи самодельной мощной бомбы террористы взорвали входную дверь двухэтажного посольства на Вюртембург-стрит (небольшая улица, пересекающая на востоке Ридо-стрит и идущая параллельно реке Ридо). Оказавшись внутри, они собрали вместе заложников, включая жену турецкого посла, его 10-летнюю дочь и членов персонала посольства — всего 12 человек. Посол Джошкун Кырджа успел убежать, прыгнув из окна второго этажа, и получив при этом переломы правой руки, правой ноги и таза.
Полиция отреагировала почти моментально, явившись через 3 минуты. В ходе телефонных переговоров с журналистами террористы потребовали, чтобы в обмен на освобождение заложников Турция признала геноцид армян 1915 года и возвратила армянские земли, «конфискованные Турцией» (речь идёт о турецкой области Западная Армения). Террористы объявили себя членами Армянской революционной армии. Через 4 часа террористы отпустили всех заложников и сдались, бросив оружие и выйдя из здания с поднятыми руками, прося полицейских не стрелять.

## Предыстория
Это было уже третье нападение на турецкий дипломатический персонал в Оттаве со стороны армянских террористов за прошедшие 3 года. В апреле 1982 года коммерческий советник посольства Кани Гюнгёр в своём гараже получил несколько пуль и был в результате парализован, за что немедленно взяла на себя ответственность Армянская секретная армия освобождения Армении. Четыре месяца спустя, в августе 1982 года, военный атташе полковник Атилла Алтыкат был застрелен, когда он ехал на работу, за что взяла на себя ответственность организация Бойцы за справедливость в отношении геноцида армян.
Кроме того, в период 1973—1994 годов армянские террористы совершили ряд нападений на граждан Турции, в том числе турецкий дипломатический персонал в других странах.

## Суд и приговор
Участниками нападения были:
- Кеворк Марашлян, 35 лет, житель города Ла-Саль, Квебек,
- Рафи Панос Титизян, 27 лет, житель города Скарборо, Онтарио,
- Оганес Нубарян, 30 лет, житель города Монреаль, Квебек.

Все трое были обвинены в убийстве первой степени охранника во время штурма посольства. Также они были обвинены в нападении на дипломатическое помещение, создание опасности для жизни и свободы посла, во взрыве помещения посольства, в незаконном обладании взрывчаткой и огнестрельным оружием. Адвокат Арсланян, защищавший двух из подсудимых, объявил, что те «невиновны». «Ясно», сказал Арсланян журналистам, «что это было не преступление, а политическая акция».
Через год, 14 октября 1986 года, начался суд. Коллегия присяжных Верховного суда Онтарио взяла на размышления 8 с половиной часов, после чего признала всех троих виновными в убийстве первой степени. Судья Дэвид Уотт приговорил всех троих к пожизненному заключению без права на помилование в течение 25 лет.
В феврале 2005 года Национальная комиссия Канады по помилованиям позволила одному из осужденных, Марашляну, посетить свою семью впервые за 20 лет. В течение следующего полугода такая возможность давалась ему ещё дважды, при этом его сопровождал офицер исправительного учреждения.
Марашлян и Нубарян были освобождены из заключения 19 февраля 2010 года. Рафи Титизян был освобождён в апреле 2010 года и тут же отправился в Армению, где уже проживала его семья.

## Последствия
Атака стала большим международным скандалом для Канады. В течение многих лет иностранные дипломаты в Оттаве просили правительство Канады усилить меры безопасности, но безуспешно. Турция объявила Оттаву одним из наиболее опасных мест для турецких дипломатов в мире.
Канаде понадобилось подразделение, способное сражаться с хорошо вооружёнными и агрессивными боевиками. События в посольстве привели, в конечном счёте, к созданию 2-й Объединённой оперативной группы.
Клод Брюнель был посмертно награждён Звездой смелости за то, что задержал нападавших, позволив убежать турецкому послу.